# Dictionary of Irish Biography
Dictionary of Irish Biography (DIB, Irski biografski slovar) je biografski slovar pomembnejših Ircev in ljudi, ki niso bili rojeni v državi, ampak so si ustvarili kariero na Irskem tako v Severni Irski kot v Republiki Irski. Objavljen je bil  v devetih zvezkih leta 2009 pri založbi Cambridge University Press v sodelovanju z Royal Irish Academy (RIA) in vsebuje približno 9000 zapisov. Spletna različica, ki ji redno dodajajo nove vnose, je na voljo z naročnino. Oktobra 2020 je RIA napovedala, da bo spomladi 2021 spletni DIB dobil prosti dostop s financiranjem Higher Education Authority, Department of Foreign Affairs and Trade ter knjižnic Dublin City Council.